# Головнёв, Станислав Георгиевич
Станислав Георгиевич Головнёв (3 августа 1936, Кировград, Свердловская область — 15 октября 2014, Челябинск) — инженер-строитель, доктор технических наук (1984), заведующий кафедрой технологии строительного производства ЮУрГУ (1985), член-корреспондент РААСН (1993), Заслуженный работник высшей школы Российской Федерации (1997), Заслуженный деятель науки Российской Федерации (2007)

## Биография
Окончил инженерно-строительный факультет ЧПИ (1959). Работал мастером в тресте «Уралавтострой», затем преподавал в ЧПИ (с 1960). В 1962 поступил в аспирантуру Московский инженерно-строительного института им. В. В. Куйбышева. Там же защитил кандидатскую (1966) и докторскую (1983) диссертации. С 1985 профессор ЧПИ.
Занимался научно-техническим обеспечением и развитием технологии монолитного бетонирования в зимних условиях, выбором методов возведения зданий и сооружений, разработкой экспертных систем контроля качества строительства на основе показателей конструктивной и экологической безопасности. Многие из его разработок включены в нормативные документы. Получил 7 патентов на способы производства строительных работ.
Наряду с учебной и научной деятельностью вел работу в Южно-Уральском академическом центре и Уральском отделении РААСН, Международном комитете по научным исследованиям в строительстве (Голландия), в 2 докторских диссертационных советах.
Автор более 200 научных работ, в том числе 8 монографий и нескольких учебных пособий по технологии строительного производства.